# Балка Широка (притока Кринки)
Балка Широка, Велика Широка — балка (річка) в Україні у Амвросіївському районі Донецької області. Права притока річки Кринки (басейн Азовського моря).

## Опис
Довжина балки приблизно 11,56 км, найкоротша відстань між витоком і гирлом — 9,12  км, коефіцієнт звивистості річки — 1,27 . Формується багатьма балками та загатами.

## Розташування
Бере початок на північно-східній околиці села Многопілля. Тече переважно на північний схід через село Григорівку і на південно-східній околиці села Покровка впадає у річку Кринку, праву притоку річки Міусу.
Населенні пункти вздовж берегової смуги: Бондаревське.

## Цікаві факти
- Від витоку балки на західній стороні на відстані приблизно 910 м пролягає автошлях Т 0507[2] ().
- У XX столітті на балці існували молочно,- та свинно-тваринні ферми (МТФ, СТФ), водосховища, газгольдери та газові свердловини[3].